# Manuel Martínez (artista plástico)
Manuel Martínez (Rosario, provincia de Santa Fe, 16 de octubre de 1938) es un artista plástico argentino.

## Trayectoria
Realizó sus estudios secundarios en la Escuela Normal Nacional de Maestros N°3 "Mariano Moreno", y obtuvo el título de Maestro Normal Nacional. Luego ingresó al "Instituto Superior de Bellas Artes", dependiente de la Universidad Nacional de Rosario. Egresó de dicho Instituto con el título de Profesor Superior Nacional de Pintura.
Tomó clases de dibujo con Marcelo Dasso Deprat y asistió regularmente a los talleres de dibujo y pintura de la Sociedad de Artistas Plásticos filial Rosario.
Entre los años 1964-65 se desempeñó como dibujante anatómico en la Facultad de Ciencias Médicas (UNR), dependiente en ese momento de la Universidad Nacional del Litoral.
En su carrera docente dictó clases en la Escuela Municipal de Artes Plásticas "Manuel Musto", en el Profesorado en Bellas Artes y en la Licenciatura en Bellas Artes, ambas dependientes de la Facultad de Humanidades y Artes de la Universidad Nacional de Rosario,en la Escuela Provincial de Artes Visuales N° 3031 "Manuel Belgrano de Rosario (ciudad) y en el Instituto Superior de Educación Técnica N° 18.
Desde sus inicios ha sido un activo difusor de las artes plásticas.
Ha dictado cursos, conferencias, publicado artículos y participado en programas radiales y televisivos teniendo a su cargo el bloque correspondiente a su especialidad.
En el año 1966 en el Instituto Libre de Humanidades dictó un curso de dibujo artístico, siendo con el siguiente temario:"El dibujo y sus elementos", "La importancia del dibujo natural", "Lo estético y lo dinámico en la composición", "La figura humana:sus conceptos y "Los grandes dibujantes".
En el mismo Instituto, en el año 1968 dictó nuevamente un curso de dibujo artístico siendo el temario:
"El dibujo: elementos, historia, teoría".
En 1972 en el Instituto de Artes plásticas "Van Dyck" dictó un curso sobre "Figura humana y anatomía artística".
Los cursos y conferencias continuaron, pero se podría mencionar uno de los últimos:
en 1993, con la organización de la "Dirección General de Tecnología Educativa Rosario" del Ministerio de Educación de la Provincia de Santa Fe, participó de las jornadas para docentes sobre "Rosario (Argentina) y su arte",con el tema "Aproximación a las artes plásticas argentinas".
Ha publicado artículos en diarios y revistas.
En el diario La Capital (Rosario) en 1981 publicó "De la conquista a la emancipación. Introducción a la Pintura Argentina".
En el mismo diario en 1994, publicó un artículo sobre "La obra de Manuel Belgrano y las primeras escuelas de dibujo".
En el mes de septiembre de 1997, publicó un artículo en la revista Tercer Milenio en la Cultura: "La enseñanza artística después de mayo de 1810".
En la misma revista, en diciembre de 1997, publicó un artículo sobre el Expresionismo de Oskar Kokoschka.
Ha actuado como jurado en salones y concursos de los cuales solamente mencionaremos los siguientes: "Primer Salón Nacional de Pintura Religiosa", organizado por la Fundación Fraternitas en el año 1988, "72° Salón Anual de Artistas Plásticos santafesinos" junto al "Primer Salón de Pintura Región Centro" en el año 2006 y "Concurso de dibujo "Vida Saludable" organizado por la Fundación Cardio en el año 2013,

### Descripción de obra
Este artista plástico parte de una sólida formación académica. Estudia grandes maestros argentinos y europeos de fines del siglo XIX y XX. Entre los primeros podemos mencionar a Lino Enea Spilimbergo y Antonio Berni, entre los segundos a Paul Cézanne. 
En sus comienzos utiliza el modelo enfatizando el color. En las décadas 1960/70, ya camino a un Expresionismo, está presente el clima social latinoamericano.
Aborda diversas temáticas, desde un punto de vista formal: paisajes, figuras, naturalezas muertas y bodegones.
Paulatinamente manifiesta una síntesis en la imagen, utiliza pocos tintes y planos de valor en contraste. Su evolución lo lleva a desarrollar su labor en las distintas vertientes del expresionismo.
Trabaja con distintos soportes artísticos, de acuerdo con los materiales a utilizar. Realiza aguadas, temples, dibujos con grafito, carboncillo, pastel y tintas, óleos y acrílicos.

### Exposiciones
Realizó su primera exposición en octubre de 1962 invitado por la Sociedad Argentina de Artistas Plásticos, filial Rosario, integrada por treinta trabajos, con distintas técnicas: Pintura al óleo, Dibujos acuarelados, al Pastel, Tinta y Temples.
A partir de ese año expone en forma individual y colectiva sin interrupciones, en Rosario, en otras localidades del país y en el exterior.
Ha expuesto sus obras en distintas Galerías de Arte de su ciudad natal: O, Ciencia, Carrillo,  Raquel Real, Renom, Ross, Génesis, Buonarroti (desaparecidas en la actualidad), Krass Artes Plásticas y en Espacios de Arte destinados a tal fin.
En 1967 expuso por primera vez en Mar del Plata en la galería El Mensú. Las obras fueron témperas y acuarelas.
Ese mismo año, en la Galería de Arte "Club Amigos del Teatro",Callao 362, primer piso, Capital Federal, expuso óleos, témperas y grafitos. 
También en 1967 fue uno de los artistas fotografiados por Anatole Saderman, integrando la muestra de "Fotografías de artistas plásticos junto a sus autorretratos", organizada por la Sociedad Argentina de Artistas Plásticos, en Capital Federal (hoy C.A.B.A.). El libro correspondiente se publicó en 1977.
En el año 1980, expuso en la Casa Argentina, Roma, denominándose la muestra "Pittori del Litorale Argentino a Roma", durante la gestión de Rafael Martínez Raymonda, junto a artistas como Jacinto Castillo, Luis Ouvrard, Alberto Pedrotti y otros. Esas obras se expusieron en el Museo Municipal de Bellas Artes Juan B. Castagnino en octubre de 1981.
En 1987 integró la muestra "Obras de grandes maestros de la pintura en el Museo Municipal de Bellas Artes Juan B. Castagnino, junto a artistas como Leónidas Gambartes, Juan Grela, Emilia Bertolé, Manuel Musto, Gustavo Cochet, Lino Enea Spilimbergo, Emilio Pettoruti, Julio Vanzo y otros pintores argentinos.
En enero de 1988 participó de la "Segunda Exposición de Artistas Rosarinos en Punta del Este, auspiciado por la Secretaría de Cultura y Comunicación Social de la Provincia de Santa Fe, Municipalidad de Rosario, la Universidad Nacional de Rosario y la Municipalidad de Maldonado, Uruguay
En el mes de octubre de 1992 integró la muestra "Artistas Rosarinos", en el Salón azul del Congreso de la Nación Argentina, auspiciada por el Senado de la Nación Argentina, la Secretaría parlamentaria y la Dirección del Museo parlamentario. Dicha muestra se realizó en el marco de los actos por el V aniversario del descubrimiento de América.
En 1993 estuvo representado en la muestra "Pintura rosarina", Colección del Museo Juan B. Castagnino, auspiciado por la Subsecretaría de Cultura de la Municipalidad de Rosario.
En el año 2012 presentó obras en el Centro Cultural Bernardino Rivadavia, actualmente Centro Cultural Roberto Fontanarrosa Rosario, y en el año 2015 en el Espacio de Arte de San Cristóbal-Seguros Rosario, entre otras. En el año 2012 participó en la "9ª Feria Arteclásica Contemporánea", realizada en Costa Salguero, C.A.B.A. y en el año 2015 estuvo presente en la Muestra Mirá- Festival de Arte en el Centro Cultural Borges.
Obras suyas figuran en colecciones de museos y privadas. También ha participado en Salones oficiales y privados.

### Premios
- Tercer Premio Dibujo- XI Salón de Arte Moderno- 1965[2]

- Tercer Premio Dibujo- III Salón de Artes Visuales organizado por la Obra Social de la Universidad Nacional del Litoral- 1966[2]

- Primer Premio Dibujo- XII Salón de Arte Moderno- 1967[3]

- Primer Premio Dibujo- Primer Salón de Premiados en Arte Moderno- 1972[3]

- Primer Premio sección Pintura- Salón XXX Aniversario de Amigos del Arte- 1974[3]

- Segundo Premio sección Pintura- Salón Independencia organizado por la Sociedad de Artistas Plásticos filial Rosario- 1976[3]

- Premio Adquisición sección Pintura- Salón Anual Manuel Musto- 1976[3]

- Segundo Premio Pintura "Subsecretaría de Cultura de la Provincia"- II Salón de Artistas Premiados en Arte Moderno[3]

- Primer Premio Adquisición Pintura- XI Salón Anual de Artistas Plásticos Rosarinos- 1977[3]

- Segundo Premio Dibujo. XI Salón Anual de Artistas Plásticos Rosarinos- 1977[3]